# Ayzac-Ost
Ayzac-Ost (gaskognisch Aisac e Òst) ist eine französische Gemeinde mit 494 Einwohnern (Stand 1. Januar 2022) im Département Hautes-Pyrénées in der Region Okzitanien; sie gehört zum Arrondissement Argelès-Gazost und zum Kanton La Vallée des Gaves. Die Bewohner nennen sich Ayzacostois(es).

## Lage
Ayzac-Ost liegt im Südwesten des Département Hautes-Pyrénées rund 27 Kilometer (Luftlinie) südwestlich von Tarbes. Der Gave de Pau und sein Zufluss Bergons durchqueren die Gemeinde. Der Gave de Pau bildet streckenweise die Ostgrenze der Gemeinde. Der höchste Punkt der Gemeinde liegt an der Nordgrenze der Gemeinde. Die Hänge des Gemeindegebiets sind bewaldet.
Die Gemeinde besteht aus den Dörfern Ayzac und Ost, den Weilern (hameaux) La Châtaigneraie und Le Castillou sowie zahlreichen Einzelgehöften.
Nachbargemeinden sind Agos-Vidalos im Nordosten, Boô-Silhen im Osten, Argelès-Gazost im Süden, Gez im Südwesten sowie Ouzous im Westen und Nordwesten.

## Geschichte
Eine erste namentliche Erwähnung erfuhr Ayzac als Isac im 11. Jahrhundert im „Grünen Buch von Bénac“. Im frühen Mittelalter wechselte die Herrschaft häufig (Westgoten, Basken, Franken, Sarazenen). Danach war der Ort jahrhundertelang unter der Herrschaft des Königreichs Aquitanien respektive des Herzogtums Gascogne. Von 900 bis 1609 gab es eine Grafschaft Bigorre innerhalb der vorgenannten Gebiete. Im Hundertjährigen Krieg war Arras-en-Lavedan manchmal unter englischer, manchmal unter französischer Herrschaft. Von 1425 bis 1609 gehörte der Ort als Teil der Grafschaft Bigorre zur nur lose mit Frankreich verbundenen Grafschaft Foix. Weil der letzte Herrscher dieser Grafschaft, König Heinrich III. von Navarra aus dem Hause Bourbon, 1589 den Thron von Frankreich (als Heinrich IV.) bestieg, waren die Orte der Region 1609 bis 1789 Krondomäne. Die Gemeinde gehörte von 1793 bis 1801 zum District Argelès. Zudem war sie von 1793 bis 2015 Teil des Kantons Argelès-Gazost. Mit Ausnahme der Jahre 1926 bis 1942 (Arrondissement Bagnères) war Ayzac-Ost seit 1801 Teil des Arrondissements Argelès-Gazost.  Ost wird erstmals um 1050/1070 im Kopialbuch von Bigorre erwähnt. Die Gemeinde ist Teil der historischen Landschaft Lavedan (auch Pays des Sept Vallées genannt). Im Jahr 1846 vereinigten sich die Gemeinden Ayzac (1846: 310 Einwohner) und Ost (1846: 195 Einwohner) zur heutigen Gemeinde.

## Bevölkerungsentwicklung
| Jahr                       | 1962 | 1968 | 1975 | 1982 | 1990 | 1999 | 2006 | 2012 | 2020 |
| Einwohner                  | 350  | 367  | 381  | 375  | 369  | 388  | 398  | 430  | 452  |
| Quellen: Cassini und INSEE |      |      |      |      |      |      |      |      |      |

Die Zahl der Bewohner ist seit 1793 wegen Abwanderung, der Gefallenen des Ersten Weltkriegs sowie der Grippewelle 1918/1919 gesunken. Die niedrigsten Einwohnerzahlen stammen aus der Nachkriegszeit.

## Persönlichkeiten
- Michel Abadie (1866–1922), Dichter und Pädagoge

## Sehenswürdigkeiten
- romanische Kapelle Sainte-Marie-Madeleine in Ayzac
- Kirche Saint-André in Ayzac
- Kirche Sainte-Lucie in Ost
- Schloss La Vieille Tour in Ost mit altem Turm
- zahlreiche ältere Gebäude
- Wegkreuz in Ost
- Lavoirs (Waschhäuser) in Ayzac und Ost
- Rathaus (Mairie) mit Dorfschule
- Denkmal für die Gefallenen[1]
- Parc animalier des Pyrénées

Quelle:

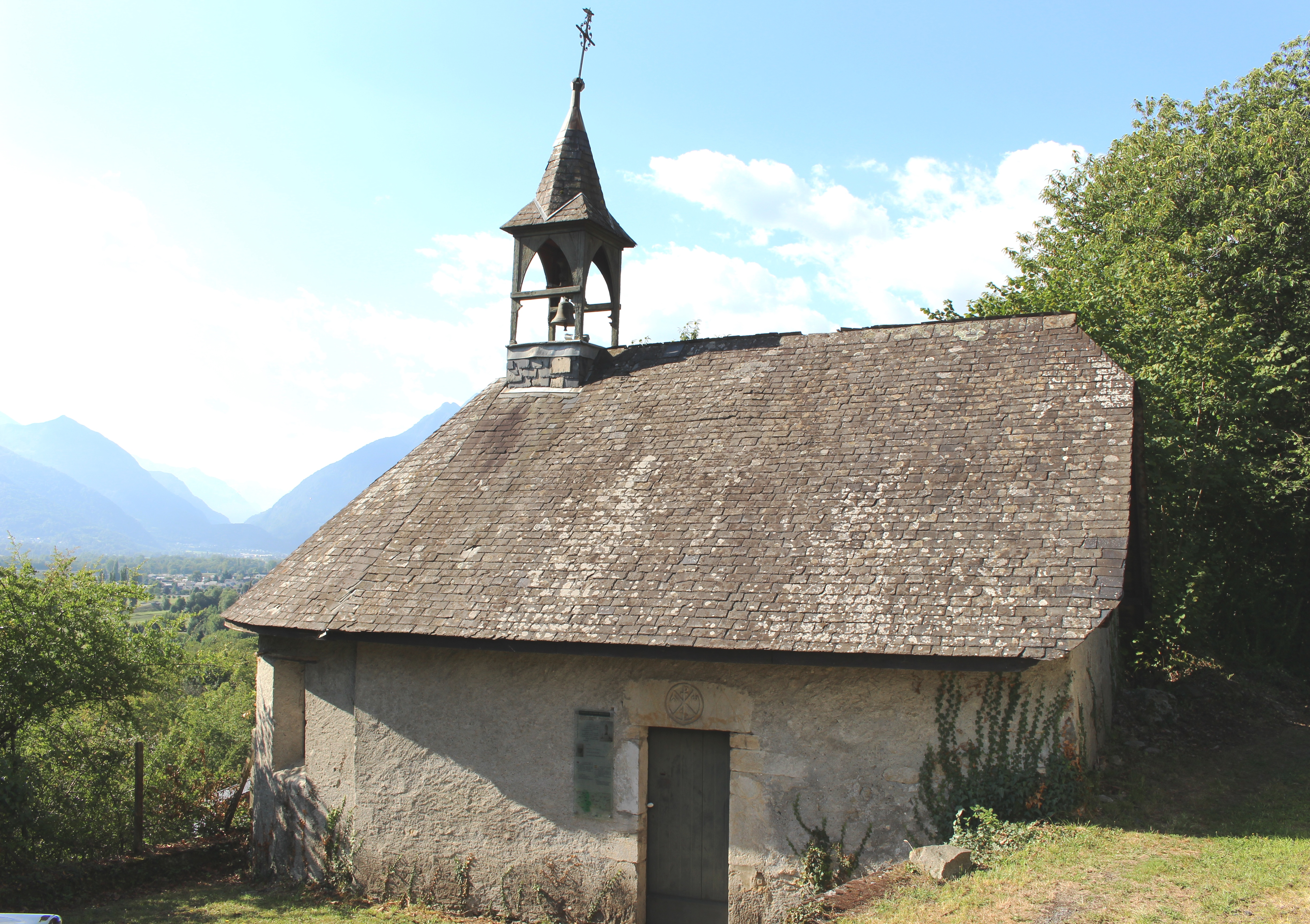
Kapelle Sainte-Marie-Madeleine
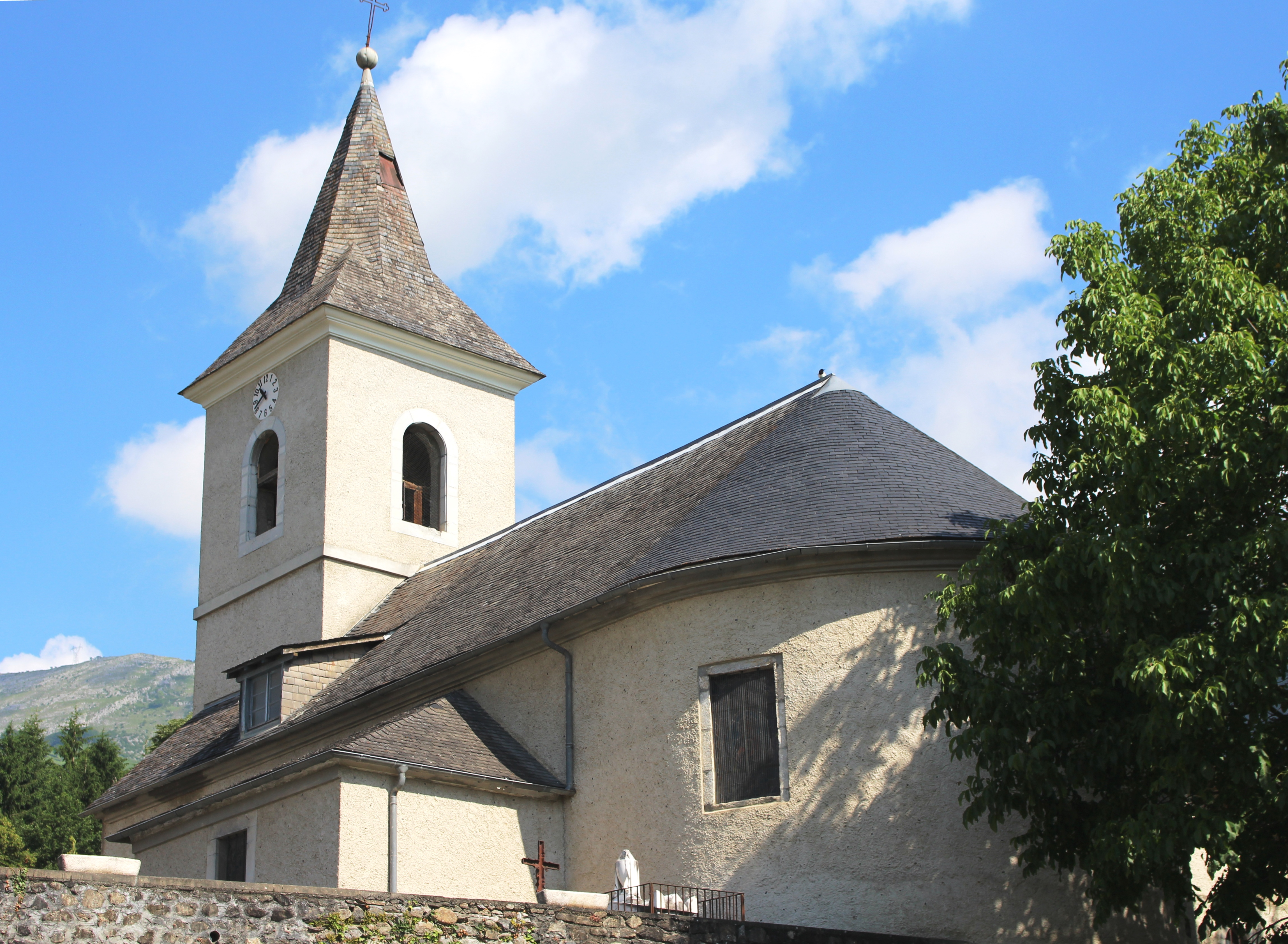
Kirche Sait-Adré
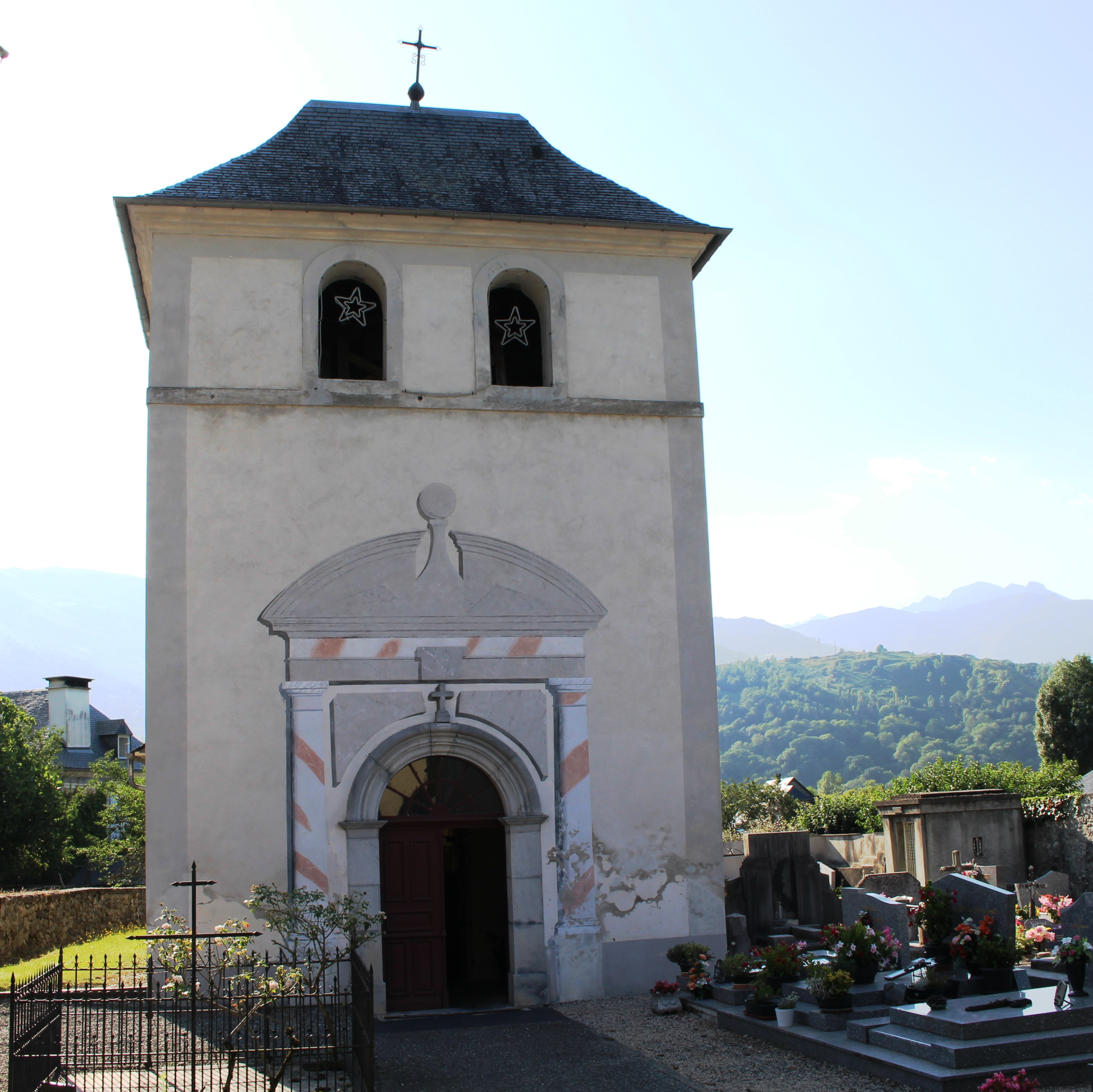
Kirche Saite-Lucie
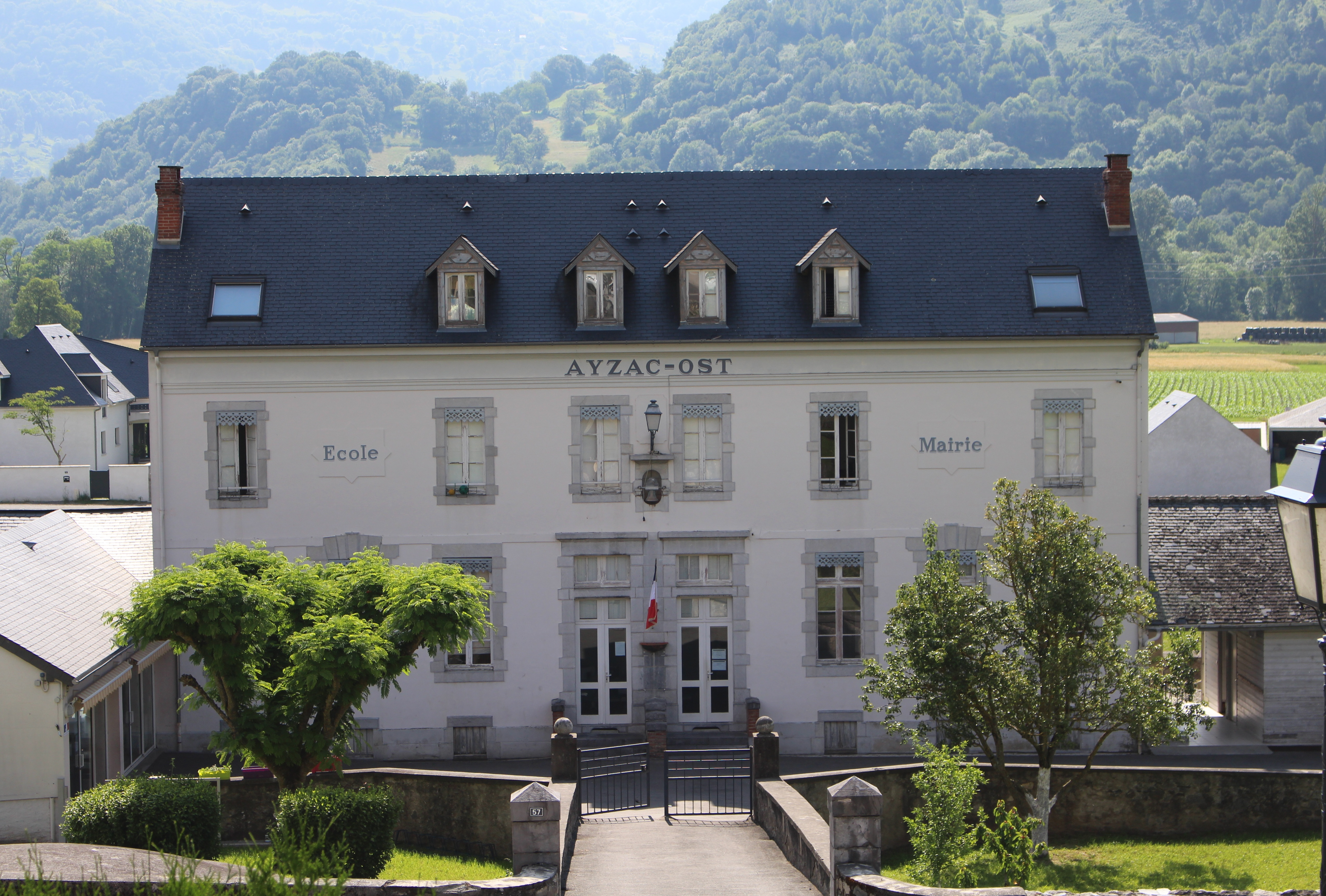
Rathaus (Mairie) und Schule von Ayzac-Ost
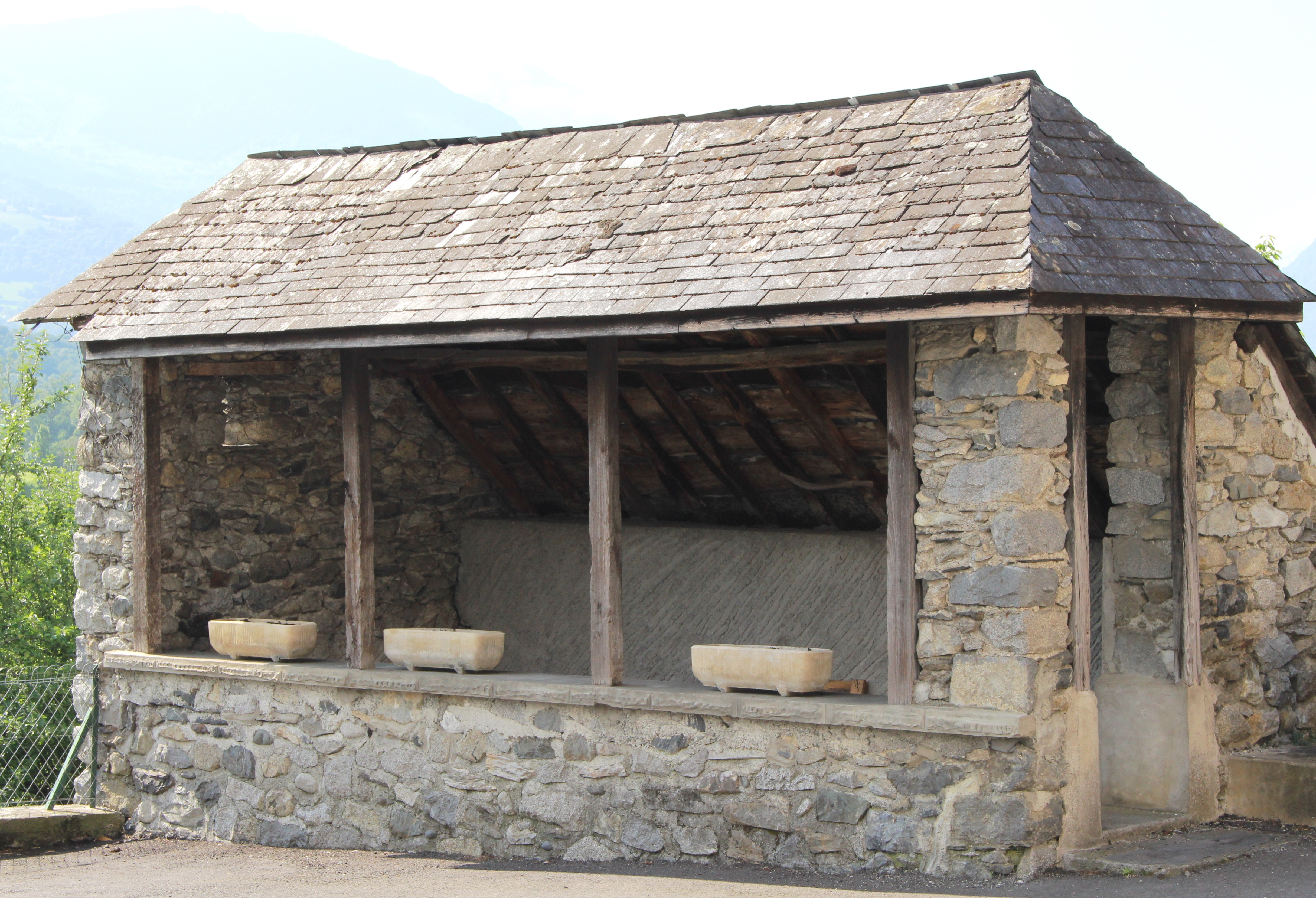
Lavoir
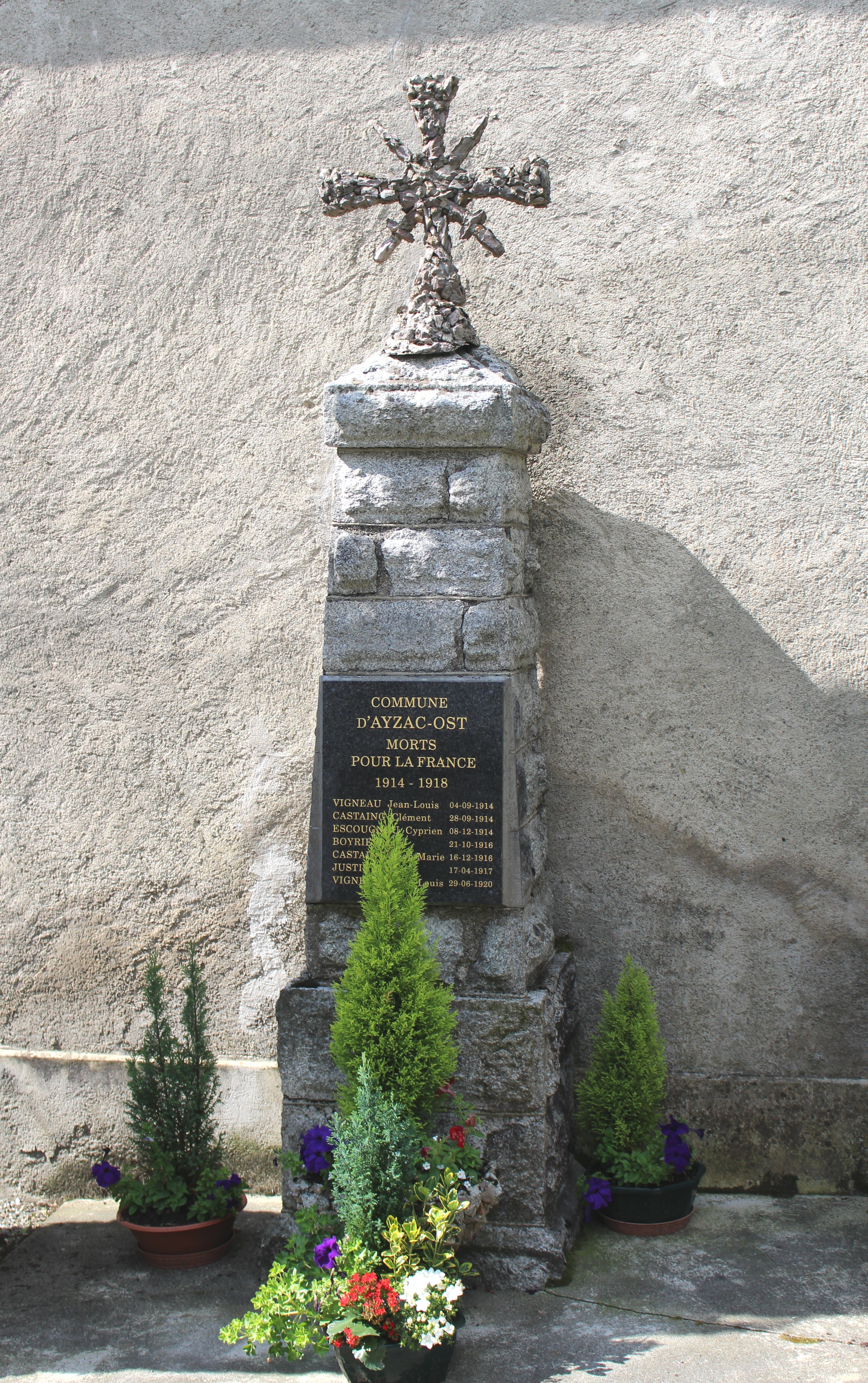
Gefallenendenkmal